# Геннадий (Кожин)
Епископ Геннадий (в миру Григорий Васильевич Кожин или Кожа; ум. апрель 1477, Тверь) — епископ Русской православной церкви, епископ Тверской.

## Биография
Родился в родовом селе Гридково (позднее Кожине) Кашинского уезда в семье боярина Василия Ананьевича Кожи. Младший брат преподобного Макария Калязинского.
Принял пострижение с именем Геннадий, неизвестно в каком монастыре; можно предположить, что он постригся «в одном из Кашинских монастырей, как ближайшем к месту его рождения».
Когда в 1458 году архимандрит Тверского Отроча монастыря Моисей был возведён на Тверскую кафедру, архимандритом Отроча монастыря был поставлен Геннадий.
После Моисея Тверскую епископию получил Геннадий и 25 марта 1461 году был посвящён в епископа. Ввиду того что Моисей был заподозрен в тяготении к Киевской митрополии, Геннадий при поставлении должен был дать «присяжную грамоту», то есть письменное клятвенное обещание, что он будет Московского митрополита Иону «иметь отцем и пастырем во всем». Геннадий остался верен Московскому митрополиту, но «некоих ради нужд» уклонялся от посещения Москвы. Из этого выводят заключение, что хотя Геннадий, «наученный примером предшественника, не отказывался от сношений и зависимости митрополита Московского», «сердце его не лежало к Москве». О деятельности епископа Геннадия в качестве епархиального архиерея сведений не сохранилось.
Скончался в апреле 1477 года. Погребён в Тверском Спасо-Преображенском кафедральном соборе.